# Harold (film)
Harold è un film del 2008 diretto da T. Sean Shannon, basato sull'omonimo cortometraggio e al suo debutto alla regia di un lungometraggio.

## Produzione
Le riprese del film si sono svolte presso Long Island, New York nell'agosto 2007.

## Distribuzione
Il film è stato distribuito nelle sale statunitensi l'11 luglio 2008.

## Accoglienza
Harold ha ricevuto recensioni generalmente negative, con un indice di gradimento del 31%.